# Stadionul Steaua
Pour les articles homonymes, voir Steaua.
Le Stadionul Steaua est un stade de football situé à Bucarest inauguré en 2021 et construit à la place du stade Ghencea. Il dispose de 31 254 places et est le stade du CSA Steaua Bucarest.

## Histoire
Le stade remplace le Stade Ghencea, inauguré en avril 1974 avec un match amical du Steaua Bucarest contre l'OFK Belgrade. À cette époque il était l'un des premiers stades destiné uniquement au football construit en Roumanie. Le 27 août 2018 est organisé une cérémonie avant la démolition, le stade Ghencea est démolie le 29 août 2018.
Au début le stade devait avoir la forme d'une étoile, le symbole du Steaua Bucarest, mais en 2019 débutent les travaux dans une version simplifiée. Le 7 juillet 2021 le nouveau stade est inauguré avec un match Steaua București contre OFK Belgrade (6 - 0) en hommage au premier match en 1974.